# Lijst van staatspresidenten van Württemberg

Vlag van Württemberg

Dit is een lijst van staatspresidenten van de voormalige Duitse deelstaat Württemberg.
| Afbeelding                                                            | persoon                                                               | periode                                                               | partij                                                                |
| Koninkrijk Württemberg                                                | Koninkrijk Württemberg                                                | Koninkrijk Württemberg                                                | Koninkrijk Württemberg                                                |
| President van het Staatsministerie Präsidenten des Staatsministeriums | President van het Staatsministerie Präsidenten des Staatsministeriums | President van het Staatsministerie Präsidenten des Staatsministeriums | President van het Staatsministerie Präsidenten des Staatsministeriums |
| --------------------------------------------------------------------- | --------------------------------------------------------------------- | --------------------------------------------------------------------- | --------------------------------------------------------------------- |
| Hermann von Mittnacht                                                 | Hermann Karl Friedrich Freiherr von Mittnacht                         | 1 juli 1876 - 9 november 1900                                         |                                                                       |
| Max Schott von Schottenstein                                          | Max Freiherr Schott von Schottenstein                                 | 3 december 1900 - 13 april 1901                                       |                                                                       |
|                                                                       | Wilhelm August von Breitling                                          | 15 april 1901 - 4 december 1906                                       |                                                                       |
| Karl von Weizsäcker                                                   | Karl Hugo Freiherr von Weizsäcker                                     | 4 december 1906 - 6 november 1918                                     | NLP/DP                                                                |
|                                                                       | Theodor Liesching                                                     | 7 november 1918 - 9 november 1918                                     | FVP/WVP                                                               |
| Vrije Volksstaat Württemberg                                          |                                                                       |                                                                       |                                                                       |
| Staatspresidenten Staatspräsidenten                                   |                                                                       |                                                                       |                                                                       |
| Wilhelm Blos                                                          | Wilhelm Blos                                                          | 9 november 1918 - 23 juni 1920                                        | SPD                                                                   |
| Johannes von Hieber                                                   | Johannes von Hieber                                                   | 23 juni 1920 - 8 april 1924                                           | DDP                                                                   |
|                                                                       | Edmund Rau                                                            | 8 april 1924 - 3 juni 1924                                            | partijloos                                                            |
| Wilhelm Bazille                                                       | Wilhelm Bazille                                                       | 3 juni 1924 - 8 juni 1928                                             | DNVP                                                                  |
| Eugen Bolz                                                            | Eugen Bolz                                                            | 8 juni 1928 - 11 maart 1933                                           | Zentrum                                                               |
| Regeringsleiders ten tijde van het nationaalsocialisme                |                                                                       |                                                                       |                                                                       |
| Ministers-presidenten Ministerpräsidenten                             |                                                                       |                                                                       |                                                                       |
| Wilhelm Murr                                                          | Wilhelm Murr                                                          | 15 maart 1933 - 12 mei 1933                                           | NSDAP                                                                 |
| Christian Mergenthaler                                                | Christian Mergenthaler                                                | 12 mei 1933 - april 1945                                              | NSDAP                                                                 |
| Rijksstadhouder Reichsstatthalter                                     |                                                                       |                                                                       |                                                                       |
| Wilhelm Murr                                                          | Wilhelm Murr                                                          | 5 mei 1933 - 20 april 1945                                            | NSDAP                                                                 |
| Deelstaat Württemberg-Baden                                           |                                                                       |                                                                       |                                                                       |
| Minister-President Ministerpräsident                                  |                                                                       |                                                                       |                                                                       |
| Reinhold Maier                                                        | Reinhold Maier                                                        | 19 september 1945 - 25 april 1952                                     | FDP/DVP                                                               |